# Saison 2 des Routes du paradis
Chronologie
Saison 1 des Routes du paradis Saison 3 des Routes du paradis
Cet article présente la liste des épisodes de la deuxième saison de la série télévisée Les Routes du paradis.

## Épisode 5:Le Diable et Jonathan
- Michael Berryman : Le Diable
- Anthony Zerbe : Jabez Stone

## Épisode 6:Les Oiseaux
Birds of a Feather

## Épisode 9:Le Secret
- Shannen Doherty : Shelley Fowler (Shannen Doherty était "Jenny Wilder" dans La Petite Maison dans la prairie)

## Épisode 16:Souriez
La nouvelle mission de Jonathan va le bouleverser, car il va devoir avec Mark aller dans la maison de Jane Thomson, une vieille veuve solitaire qui fut sa femme lorsqu'il était mortel. Mark voit au cimetière la tombe de Jonathan avec écrit : Arthur Thompson. Jane attend désespérément depuis des années que sa fille Mandy, qui vit très loin dans une autre ville, vienne lui rendre visite, mais elle ne vient jamais. Jonathan va rencontrer sa fille qu'il n'a jamais vue, pour l'obliger à aller voir sa mère avec son mari et ses deux enfants. 
- (Jane ne reconnait pas Arthur "Jonathan" revenu sur terre en ange sous une autre apparence).

## Épisode 21:La Torche
- Mark Paul Gosselaar : le fils